# Richard Beymer
George Richard Beymer (Avoca (Iowa), 20 februari 1938) is een Amerikaans acteur.

## Levensloop
Beymer speelde als 11-jarige al mee in een televisieserie. Tot de belangrijkste rollen in zijn vroege carrière behoren de rollen van Peter van Daan in The Diary of Anne Frank (1959) en Tony in West Side Story (1961). Ook had hij een belangrijke rol in The Longest Day (1962). Hierna raakte zijn carrière echter in het slop. Beymer was voornamelijk te zien in kleinere gastrollen in verschillende televisieseries, waaronder The Man from U.N.C.L.E., Dallas en Moonlighting. Als regisseur was hij verantwoordelijk voor twee films: de documentaire A Regular Bouquet: Mississippi Summer uit 1964 over de burgerrechtenbeweging in het zuiden van de Verenigde Staten en de experimentele film The Innerview uit 1974.
In 1990 kende Beymers carrière een opleving dankzij de rol van de hotelier Benjamin Horne in de cultserie Twin Peaks van regisseur David Lynch. Hij is sindsdien weer in verschillende series en films te zien geweest, onder meer in Star Trek: Deep Space Nine, Murder, She Wrote en The X-Files.